# Surinamskie Siły Powietrzne
Niektóre z zamieszczonych tu informacji wymagają weryfikacji.
Dokładniejsze informacje o tym, co należy poprawić, być może znajdują się w dyskusji tego artykułu.
 Po wyeliminowaniu niedoskonałości należy usunąć szablon [[Szablon:Dopracować|]] z tego artykułu.
Siły lotnicze Surinamu należą do najmłodszych na świecie. Powstały w 1982 roku. 

## Historia
Po uzyskaniu niepodległości w 1975 roku Wojsko Surinamu stało się Surinamskimi Siłami Zbrojnymi (holenderski : Surinaamse Krijgsmacht). Po zamachu stanu 25 lutego 1980 roku Siły zbrojne przekształciły się w Armię Narodową (holenderski: Nationaal Leger). W 1982 roku Siły Powietrzne Surinamu zostały zmuszone jako dywizja Armii Narodowej Surinamu. Jej pierwszym dowódcą był porucznik Eddie Alenso Savalie Djoe, który pełnił tę funkcję od 1983 do 1989 roku. W 1982 roku Siły Powietrzne zakupiły swój pierwszy śmigłowiec MD-500D (369D) do patrolowania misji, choć wkrótce rozbił się w marcu tego roku, zabijając wówczas wszystkich pięciu członków załogi na pokładzie samolotu (majora Henka Fernandesa, podporucznika Normana de Mirandy, żołnierza Tjon a Kon oraz żołnierza Kowida i amerykańskiego pilota Foster Forda). Trzy miesiące później, Siły Powietrzne Surinamu nabyły czterech Pilatus Britten Norman BN-2B Defender. W 1986 roku antyrządowa działalność partyzancka Jungle Commando skłoniła rząd do zakupu dwóch helikopterów Aérospatiale SA.316B Alouette III od Portugalskich Sił Powietrznych, z których jeden został rozbity. Wkrótce w tym samym roku zamówiono trzy samoloty Pilatus PC-7 na misje przeciw powstańcom. Jednak dostarczono tylko dwa PC-7 z których jeden został potem zwrócony do producenta.
W 1987 roku Siły Powietrzne Surinamu nabyły helikopter Bell 205 Iroquois z Wenezueli do zwalczania okrętów podwodnych. W lipcu tego roku uległ wypadkowi z powodu awarii mechanicznej, zabijając amerykańskiego pilota Billy'ego Pearsona i poważnie raniąc amerykańskiego mechanika i czterech surinamskich członków załogi śmigłowca. Helikopter został później naprawiony i ponownie uruchomiony, ostatecznie sprzedany Siłom Powietrznym Stanów Zjednoczonych w 1991 roku. Pod koniec lat 80. zakupiono Cessna 172 Skyhawk i Cessna 206, a w 1993 roku Cessna T303 Crusader został również nabyty. W 1999 roku dwa CASA C-212 Aviocar. Dostarczono samoloty z silnikiem turbośmigłowym, przy czym jeden z dwóch posiadał radar obserwacyjny Bendix RDR-1500 do patroli morskich. Oprócz obowiązków patrolowych i transportowych, te dwa samoloty były używane do ochrony przemysłu rybnego Surinamu i brały udział w rządowych działaniach antynarkotykowych. W 2012 roku ze względu na rosnące koszty utrzymania oba samoloty sprzedano firmie Fayard Enterprises w Stanach Zjednoczonych. Do 2014 roku cała pozostała część zapasów SAF sześciu samolotów została wystawiona na sprzedaż.
W 2009 roku Siły Powietrzne Surinamu zamówiły od Hindustan Aeronautics Limited trzy jednosilnikowe samoloty HAL Chetak za około 13,4 mln USD, za pośrednictwem linii kredytowej z Indii. Mechanicy i piloci z Sił Powietrznych Surinamu zostali przeszkoleni w Indiach do obsługi nowych helikopterów odpowiednio w 2012 i 2014 roku. W styczniu 2015 r. Trzy helikoptery zostały dostarczone do Sił Powietrznych Surinamu, które przydzieliły je do miast Paramaribo, Nickerie i Albina. W marcu tego roku Minister Obrony Surinamu ogłosił, że samolot De Havilland Canada DHC-6 Twin Otter zostanie wkrótce dostarczony do Sił Powietrznych Surinamu, a piloci rzekomo już szkolą się do jego obsługi, jednak samolotu nigdy nie dostarczono.

## Wyposażenie
- HAL Chetak - 3

W przeszłości:
- CASA C-212-400 Aviocar
- Britten-Norman BN-2A/B Islander
- Cessna 182 Skylane